# لهجة دوبروفنيك الفرعية
لهجة دوبروفنيك الفرعية هي لهجة فرعية من اللهجة الشتوكافية للصربية الكرواتية.  ويتم التحدث بها في منطقة دوبروفنيك وساحل جمهورية راغوزا السابقة، من جانينا في شبه جزيرة بيليساك إلى الحدود الكرواتية مع الجبل الأسود وهي جزيرة ملجيت. وهي الأقل انتشارًا بين اللهجات الصربية الكرواتية الفرعية في كرواتيا.